# Титов, Владимир Фёдорович (философ)
Влади́мир Фёдорович Тито́в (18 января 1939 года, Днепродзержинск — 5 февраля 2016 года, Россия) — советский и российский философ

, доктор философских наук, профессор философского факультета МГУ имени М. В. Ломоносова.

## Биография
Родился 18 января 1939 года в городе Днепродзержинск Днепропетровской области УССР.
В 1957 году окончил среднюю школу. Начал трудовую карьеру на металлургических заводах Днепродзержинска и Липецка, далее в качестве журналиста и директора районного Дома культуры в Орловской области.
В 1961 году поступил на философский факультет МГУ, который закончил в 1966 году.
В годы учёбы работал в студенческих строительных отрядах в Целиноградской области, на острове Сахалин, в Польше и Югославии.
С 1966 по1968 год проходил стажировку на Кубе в Гаванском университете.
После окончания аспирантуры философского факультета в 1971 году с 1972 по 1975 и с 1977 по 1978 год преподавал на кафедре научного коммунизма философского факультета Университета Дружбы Народов имени П. Лумумбы, а с 1975 по 1977 был преподавателем философии Гаванского университета на Кубе.
В 1978 году вернулся на философский факультет МГУ, а в 1980—1982 годах выезжал в Анголу, где преподавал философию в Партийной школе МПЛА — Партии труда имени А. Нето.
В 1986 году защитил докторскую диссертацию «Распространение и развитие марксистской философии в странах Латинской Америки».
На философском факультете работал преподавателем, заместителем декана, возглавлял кафедру истории марксистско-ленинской философии.
В начале 1990-х возглавил первичную партийную организацию КПРФ.
Умер 5 февраля 2016 года.

## Сочинения
- Марксистская философская мысль в Аргентине. М., 1981;
- Ангола: формирование марксистской мысли. М., 1985;
- Algunas observaciones sobre el pensamiento politico de Mariategui // Jose Carlos Mariategui y Europa. Lima - Peru. 1993;
- О разработке концепции общественного развития после Октябрьской революции // Диалог,1996, №8;
- Об истоках разрушения нашего Отечества // Диалог. 1997, №5;
- Футурологические идеи Хосе Ортеги-и-Гассета // Философия и общество. 1998, №5;
- В поисках истины // Вестник МГУ. Серия Философия, 2002, №1;
- Идея социальной справедливости в древнегреческой философии // Диалог, 2002, №6;
- Философия. Учебник. (в соавт. с И. Н. Смирновым М., Высшая школа, 2003)[1].